# Chubut (provincie)
Chubut is een van de 23 provincies van Argentinië, gelegen in het zuidelijke deel van het land, Patagonië genaamd. Aan de westkant grenst de provincie aan de Atlantische Oceaan. De hoofdstad is Rawson, dat in het noorden van de provincie ligt, dicht bij Trelew. De provincie heeft een oppervlakte van 224.686 km². Er wonen 608.729 mensen (2019).

## Bevolking
Het waren vooral immigranten uit Wales die zich aan het einde van de 19e eeuw in deze provincie vestigden. Hier stichtten zij de Welshe nederzetting Y Wladfa. Sporadisch kan op straat nog Welsh in plaats van Spaans gehoord worden, zelfs gesproken door de jongere generatie. Na hun verlies in de Tweede Boerenoorlog (1899-1902) vertrok ook een bescheiden aantal Afrikaners van Zuid-Afrika naar de provincie, waar nog steeds Afrikaner Argentijnen wonen.
De belangrijkste stad is Comodoro Rivadavia, gelegen in het zuiden van deze provincie. Andere belangrijke steden zijn Rawson, Puerto Madryn, Esquel en Sarmiento.

## Geografie
Dicht bij Puerto Madryn ligt het Nationaal park van Valdés. Dit park, gelegen op het schiereiland Valdés, is bekend vanwege zijn fauna: de mara of Patagonische haas (Dolichotis patagonum), de guanaco (een lamasoort: Lama guanicoe), en de zeeolifanten (Mirounga leonine). Ook zijn er walvissen en orka's te zien. Ten noorden van dit schiereiland ligt de San Matíasgolf.
Bij Punta Tombo, gelegen aan de kust op 110 kilometer ten zuiden van Trelew, bestaat een belangrijke kolonie Magelhaenpinguïns (Spheniscus magellanicus).

## Departementen
De provincie is onderverdeeld in de volgende vijftien departementen.

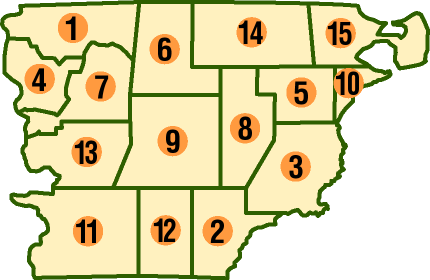
Bestuurlijke indeling van de provincie Chubut

| Nr. | Departement | Departement         | Hoofdplaats        | Inwoners | Oppervlakte |
| --- | ----------- | ------------------- | ------------------ | -------- | ----------- |
| 1   |             | Cushamen            | Cushamen           | 17.134   | 16.250 km²  |
| 2   |             | Escalante           | Comodoro Rivadavia | 143.689  | 14.015 km²  |
| 3   |             | Florentino Ameghino | Camarones          | 1.484    | 16.088 km²  |
| 4   |             | Futaleufú           | Esquel             | 37.540   | 9.435 km²   |
| 5   |             | Gaiman              | Gaiman             | 9.612    | 11.076 km²  |
| 6   |             | Gastre              | Gastre             | 1.508    | 16.335 km²  |
| 7   |             | Languiñeo           | Tecka              | 3.017    | 15.339 km²  |
| 8   |             | Mártires            | Las Plumas         | 977      | 15.445 km²  |
| 9   |             | Paso de Indios      | Paso de Indios     | 1.905    | 22.300 km²  |
| 10  |             | Rawson              | Rawson             | 115.829  | 3.922 km²   |
| 11  |             | Río Senguer         | Alto Río Senguer   | 6.194    | 22.335 km²  |
| 12  |             | Sarmiento           | Sarmiento          | 8.724    | 14.563 km²  |
| 13  |             | Tehuelches          | José de San Martín | 5.159    | 14.750 km²  |
| 14  |             | Telsen              | Telsen             | 1.788    | 19.893 km²  |
| 15  |             | Biedma              | Puerto Madryn      | 58.677   | 12.940 km²  |